# Opfikon
Opfikon est une ville et une commune suisse du canton de Zurich, située dans le district de Bülach. Accession au rang de ville : 1968. Glattbrugg est devenu un quartier d'Opfikon qui s'est fortement développé.

## Économie
Grâce en partie à sa situation favorable entre le centre-ville et l'aéroport de Zurich, plusieurs grandes entreprises ont leur siège à Opfikon. 
Adecco est l'un des plus grands fournisseurs de services de personnel au monde et en même temps l'un des plus grands employeurs de la planète. Swissport est la plus grande société de services pour les compagnies aériennes et les aéroports du monde. Hotelplan est le deuxième plus grand voyagiste suisse, et sa filiale Interhome fournit environ 50 000 maisons et appartements de vacances dans 31 pays. 
Le groupe Nuance exploite 400 boutiques dans 60 aéroports de 20 pays. 
Trivadis est une société de services informatiques indépendante qui emploie 700 personnes sur 14 sites en Suisse, en Allemagne, en Autriche et au Danemark. 
La société VBG Verkehrsbetriebe Glattal AG exploite les transports publics dans les régions de la Glattal et du Furttal ainsi que dans la région d'Effretikon/Volketswil pour le compte de l'Association zurichoise des transports (ZVV) en tant qu'entreprise responsable du marché (MVU). 
Ils sont rejoints par Mondelez Europe et Cadillac Europe ainsi que par la compagnie aérienne suisse Zimex.

## Culture et patrimoine

### Héraldique
| Blason | Blasonnement : Coupé de gueules, au buste vêtu de sable, et d'argent à la croix pattée de sable. |

## Personnalités
- Théophile Maag (1935-2016), éditeur du « Stadt-Anzeiger » et du « Glattfelder ».

## Transport
La ville est desservie par le S-Bahn de Zurich et dispose des gares de Glattbrugg et d'Opfikon.

Vue aérienne (1968).